# Черна рибарка
Черната рибарка (Chlidonias niger) е вид птица от семейство чайкови (Laridae).

## Разпространение
Видът е разпространен във или в близост до вътрешни водоеми в Северна Америка, Западна Азия и Европа, включително и в България.